# Olympische Sommerspiele 1996/Teilnehmer (Polen)
| Gelbes Symbol für Goldmedaillen mit stilisierten Olympischen Ringen | Graues Symbol für Silbermedaillen mit stilisierten Olympischen Ringen | Braundes Symbol für Bronzemedaillen mit stilisierten Olympischen Ringen |
| ------------------------------------------------------------------- | --------------------------------------------------------------------- | ----------------------------------------------------------------------- |
| 7                                                                   | 5                                                                     | 5                                                                       |

Polen nahm an den Olympischen Sommerspielen 1996 in Atlanta, USA, mit einer Delegation von 165 Sportlern (126 Männer und 39 Frauen) teil.

## Medaillengewinner
Mit sieben gewonnenen Gold-, fünf Silber- und fünf Bronzemedaillen belegte das polnische Team Platz 11 im Medaillenspiegel.

### Gold
| Name/n                | Sportart       | Wettkampf                         |
| --------------------- | -------------- | --------------------------------- |
| Paweł Nastula         | Judo           | Halbschwergewicht                 |
| Robert Korzeniowski   | Leichtathletik | 50 Kilometer Gehen                |
| Włodzimierz Zawadzki  | Ringen         | Federgewicht, griechisch-römisch  |
| Ryszard Wolny         | Ringen         | Leichtgewicht, griechisch-römisch |
| Andrzej Wroński       | Ringen         | Schwergewicht, griechisch-römisch |
| Renata Mauer          | Schießen       | Frauen, Luftgewehr                |
| Mateusz Kusznierewicz | Segeln         | Finn-Dinghy                       |

### Silber
| Name/n                                                                    | Sportart       | Wettkampf             |
| ------------------------------------------------------------------------- | -------------- | --------------------- |
| Piotr Kiełpikowski, Adam Krzesiński, Ryszard Sobczak & Jarosław Rodzewicz | Fechten        | Florett, Mannschaft   |
| Aneta Szczepańska                                                         | Judo           | Frauen, Mittelgewicht |
| Artur Partyka                                                             | Leichtathletik | Hochsprung            |
| Jacek Fafiński                                                            | Ringen         | Halbschwergewicht     |
| Mirosław Rzepkowski                                                       | Schießen       | Skeet                 |

### Bronze
| Name/n                                           | Sportart      | Wettkampf                                |
| ------------------------------------------------ | ------------- | ---------------------------------------- |
| Iwona Dzięcioł, Katarzyna Klata & Joanna Nowicka | Bogenschießen | Frauen, Mannschaft                       |
| Andrzej Cofalik                                  | Gewichtheben  | Halbschwergewicht                        |
| Piotr Markiewicz                                 | Kanu          | Einer-Kajak, 500 Meter                   |
| Józef Tracz                                      | Ringen        | Weltergewicht, griechisch-römisch        |
| Renata Mauer                                     | Schießen      | Frauen, Kleinkaliber, Dreistellungskampf |

## Teilnehmer nach Sportarten

### Badminton
- Katarzyna Krasowska
Frauen, Einzel: 9. Platz

### Bogenschießen
- Paweł Szymczak
Einzel: 29. Platz

- Joanna Nowicka
Frauen, Einzel: 11. Platz
Frauen, Mannschaft: Bronze

- Katarzyna Klata
Frauen, Einzel: 25. Platz
Frauen, Mannschaft: Bronze

- Iwona Dzięcioł
Frauen, Einzel: 33. Platz
Frauen, Mannschaft: Bronze

### Boxen
- Jacek Bielski
Halbweltergewicht: 9. Platz

- Józef Gilewski
Halbmittelgewicht: 17. Platz

- Tomasz Borowski
Mittelgewicht: 5. Platz

- Wojciech Bartnik
Schwergewicht: 9. Platz

### Fechten
- Ryszard Sobczak
Florett, Einzel: 15. Platz
Florett, Mannschaft: Silber

- Piotr Kiełpikowski
Florett, Einzel: 16. Platz
Florett, Mannschaft: Silber

- Adam Krzesiński
Florett, Einzel: 27. Platz
Florett, Mannschaft: Silber

- Jarosław Rodzewicz
Florett, Mannschaft: Silber

- Rafał Sznajder
Säbel, Einzel: 7. Platz
Säbel, Mannschaft: 4. Platz

- Norbert Jaskot
Säbel, Einzel: 14. Platz
Säbel, Mannschaft: 4. Platz

- Janusz Olech
Säbel, Einzel: 22. Platz
Säbel, Mannschaft: 4. Platz

- Anna Rybicka
Frauen, Florett, Einzel: 22. Platz
Frauen, Florett, Mannschaft: 8. Platz

- Barbara Wolnicka-Szewczyk
Frauen, Florett, Einzel: 25. Platz
Frauen, Florett, Mannschaft: 8. Platz

- Katarzyna Felusiak
Frauen, Florett, Einzel: 28. Platz
Frauen, Florett, Mannschaft: 8. Platz

- Joanna Jakimiuk
Frauen, Degen, Einzel: 21. Platz

### Gewichtheben
- Marek Gorzelniak
Fliegengewicht: 13. Platz

- Wojciech Natusiewicz
Federgewicht: 21. Platz

- Andrzej Cofalik
Leichtschwergewicht: Bronze

- Marek Maślany
Mittelschwergewicht: 11. Platz

- Dariusz Osuch
II. Schwergewicht: 8. Platz

### Judo
- Piotr Kamrowski
Superleichtgewicht: 17. Platz

- Jarosław Lewak
Halbleichtgewicht: 9. Platz

- Krzysztof Wojdan
Leichtgewicht: 21. Platz

- Bronisław Wołkowicz
Halbmittelgewicht: 13. Platz

- Marek Pisula
Mittelgewicht: 32. Platz

- Paweł Nastula
Halbschwergewicht: Gold

- Rafał Kubacki
Schwergewicht: 9. Platz

- Małgorzata Roszkowska
Frauen, Superleichtgewicht: 7. Platz

- Larysa Krause
Frauen, Halbleichtgewicht: 5. Platz

- Beata Kucharzewska
Frauen, Leichtgewicht: 16. Platz

- Aneta Szczepańska
Frauen, Mittelgewicht: Silber

- Beata Maksymowa
Frauen, Schwergewicht: 5. Platz

### Kanu
- Piotr Markiewicz
Einer-Kajak, 500 Meter: Bronze 
Vierer-Kajak, 1000 Meter: 4. Platz

- Andrzej Gajewski
Einer-Kajak, 1000 Meter: 6. Platz

- Maciej Freimut
Zweier-Kajak, 500 Meter: 5. Platz

- Adam Wysocki
Zweier-Kajak, 500 Meter: 5. Platz
Vierer-Kajak, 1000 Meter: 4. Platz

- Grzegorz Kotowicz
Zweier-Kajak, 1000 Meter: 4. Platz

- Dariusz Białkowski
Zweier-Kajak, 1000 Meter: 4. Platz

- Grzegorz Kaleta
Vierer-Kajak, 1000 Meter: 4. Platz

- Marek Witkowski
Vierer-Kajak, 1000 Meter: 4. Platz

- Jerzy Sandera
Einer-Kajak, Slalom: 27. Platz

- Paweł Baraszkiewicz
Zweier-Canadier, 500 Meter: Halbfinale

- Marcin Kobierski
Zweier-Canadier, 500 Meter: Halbfinale

- Tomasz Goliasz
Zweier-Canadier, 1000 Meter: Halbfinale

- Dariusz Koszykowski
Zweier-Canadier, 1000 Meter: Halbfinale

- Ryszard Mordarski
Einer-Canadier, Slalom: 8. Platz

- Mariusz Wieczorek
Einer-Canadier, Slalom: 11. Platz

- Krzysztof Kołomański
Zweier-Canadier, Slalom: 7. Platz

- Michał Staniszewski
Zweier-Canadier, Slalom: 7. Platz

- Andrzej Wójs
Zweier-Canadier, Slalom: 15. Platz

- Sławomir Mordarski
Zweier-Canadier, Slalom: 15. Platz

- Aneta Pastuszka-Konieczna
Frauen, Einer-Kajak, 500 Meter: 9. Platz

- Izabella Dylewska-Światowiak
Frauen, Zweier-Kajak, 500 Meter: 7. Platz

- Elżbieta Urbańczyk
Frauen, Zweier-Kajak, 500 Meter: 7. Platz

- Bogusława Knapczyk
Frauen, Einer-Kajak, Slalom: 21. Platz

### Leichtathletik
- Robert Maćkowiak
200 Meter: Viertelfinale
4 × 100 Meter: 6. Platz

- Piotr Rysiukiewicz
400 Meter: Viertelfinale
4 × 100 Meter: 6. Platz

- Leszek Bebło
Marathon: 17. Platz

- Grzegorz Gajdus
Marathon: 61. Platz

- Krzysztof Mehlich
110 Meter Hürden: Halbfinale

- Paweł Januszewski
400 Meter Hürden: Vorläufe
4 × 100 Meter: 6. Platz

- Tomasz Jędrusik
4 × 100 Meter: 6. Platz

- Piotr Haczek
4 × 100 Meter: 6. Platz

- Robert Korzeniowski
20 Kilometer Gehen: 8. Platz
50 Kilometer Gehen: Gold

- Artur Partyka
Hochsprung: Silber

- Przemysław Radkiewicz
Hochsprung: 10. Platz

- Jarosław Kotewicz
Hochsprung: 11. Platz

- Szymon Ziółkowski
Hammerwurf: 10. Platz

- Sebastian Chmara
Zehnkampf: 15. Platz

- Małgorzata Rydz
Frauen, 1500 Meter: 8. Platz

- Anna Brzezińska
Frauen, 1500 Meter: 12. Platz

- Małgorzata Sobańska
Frauen, Marathon: 11. Platz

- Aniela Nikiel
Frauen, Marathon: 29. Platz

- Kamila Gradus
Frauen, Marathon: DNF

- Katarzyna Radtke
Frauen, 10 Kilometer Gehen: 7. Platz

- Agata Jaroszek-Karczmarek
Frauen, Weitsprung: 6. Platz

- Renata Katewicz
Frauen, Diskuswurf: 25. Platz in der Qualifikation

- Urszula Włodarczyk
Frauen, Siebenkampf: 4. Platz

### Moderner Fünfkampf
- Igor Warabida
Einzel: 5. Platz

- Maciej Czyżowicz
Einzel: 27. Platz

### Radsport
- Zbigniew Spruch
Straßenrennen, Einzel: 9. Platz

- Sławomir Chrzanowski
Straßenrennen, Einzel: 50. Platz

- Tomasz Brożyna
Straßenrennen, Einzel: 94. Platz
Einzelzeitfahren: 22. Platz

- Dariusz Baranowski
Straßenrennen, Einzel: ??
Einzelzeitfahren: 9. Platz

- Grzegorz Krejner
1000 Meter Zeitfahren: 6. Platz

- Robert Karśnicki
4000 Meter Einzelzeitfahren: 12. Platz

- Marek Galiński
Mountainbike, Cross-Country: 29. Platz

- Sławomir Barul
Mountainbike, Cross-Country: 36. Platz

### Reiten
- Piotr Piasecki
Vielseitigkeit, Einzel: ausgeschieden

- Bogusław Jarecki
Vielseitigkeit, Mannschaft: 16. Platz

- Rafał Choynowski
Vielseitigkeit, Mannschaft: 16. Platz

- Artur Społowicz
Vielseitigkeit, Mannschaft: 16. Platz

- Bogusław Owczarek
Vielseitigkeit, Mannschaft: 16. Platz

### Rhythmische Sportgymnastik
- Krystyna Leśkiewicz
Einzel: Vorrunde

- Anna Kwitniewska
Einzel: Vorrunde

### Ringen
- Piotr Jabłoński
Papiergewicht, griechisch-römisch: 15. Platz

- Dariusz Jabłoński
Fliegengewicht, griechisch-römisch: 8. Platz

- Stanisław Pawłowski
Bantamgewicht, griechisch-römisch: 16. Platz

- Włodzimierz Zawadzki
Federgewicht, griechisch-römisch: Gold

- Ryszard Wolny
Leichtgewicht, griechisch-römisch: Gold

- Józef Tracz
Weltergewicht, griechisch-römisch: Bronze

- Jacek Fafiński
Halbschwergewicht, griechisch-römisch: Silber

- Andrzej Wroński
Schwergewicht, griechisch-römisch: Gold

- Jan Krzesiak
Federgewicht, Freistil: 17. Platz

- Robert Kostecki
Halbschwergewicht, Freistil: 17. Platz

- Marek Garmulewicz
Schwergewicht, Freistil: 5. Platz

### Rudern
- Kajetan Broniewski
Doppelzweier: 13. Platz

- Adam Korol
Doppelzweier: 13. Platz

- Jarosław Nowicki
Doppelvierer: 9. Platz

- Przemysław Lewandowski
Doppelvierer: 9. Platz

- Marek Kolbowicz
Doppelvierer: 9. Platz

- Piotr Bujnarowski
Doppelvierer: 9. Platz

- Jacek Streich
Vierer ohne Steuermann: 12. Platz

- Wojciech Jankowski
Vierer ohne Steuermann: 12. Platz

- Piotr Olszewski
Vierer ohne Steuermann: 12. Platz

- Piotr Basta
Vierer ohne Steuermann: 12. Platz

- Robert Sycz
Leichtgewichts-Doppelzweier: 7. Platz

- Grzegorz Wdowiak
Leichtgewichts-Doppelzweier: 7. Platz

### Schießen
- Jerzy Pietrzak
Luftpistole: 5. Platz
Freie Scheibenpistole: 9. Platz

- Marek Nowak
Luftpistole: 29. Platz
Freie Scheibenpistole: 11. Platz

- Krzysztof Kucharczyk
Schnellfeuerpistole: 4. Platz

- Robert Kraskowski
Luftgewehr: 30. Platz
Kleinkaliber, Dreistellungskampf: 22. Platz
Kleinkaliber, liegend: 11. Platz

- Tadeusz Czerwiński
Kleinkaliber, Dreistellungskampf: 32. Platz
Kleinkaliber, liegend: 20. Platz

- Mirosław Rzepkowski
Skeet: Silber

- Tadeusz Szamrej
Skeet: 38. Platz

- Julita Macur
Frauen, Luftpistole: 27. Platz
Frauen, Sportpistole: 8. Platz

- Renata Mauer-Różańska
Frauen, Luftgewehr: Gold 
Frauen, Kleinkaliber, Dreistellungskampf: Bronze

- Małgorzata Książkiewicz
Frauen, Luftgewehr: 41. Platz
Frauen, Kleinkaliber, Dreistellungskampf: 37. Platz

### Schwimmen
- Bartosz Kizierowski
50 Meter Freistil: 28. Platz
100 Meter Freistil: 16. Platz
4 × 100 Meter Lagen: 7. Platz

- Bartosz Sikora
200 Meter Freistil: 36. Platz
200 Meter Rücken: 4. Platz

- Mariusz Siembida
100 Meter Rücken: 12. Platz
4 × 100 Meter Lagen: 7. Platz

- Marek Krawczyk
100 Meter Brust: 25. Platz
200 Meter Brust: 6. Platz
4 × 100 Meter Lagen: 7. Platz

- Rafał Szukała
100 Meter Schmetterling: 5. Platz
4 × 100 Meter Lagen: 7. Platz

- Konrad Gałka
200 Meter Schmetterling: 14. Platz

- Marcin Maliński
200 Meter Lagen: 17. Platz
400 Meter Lagen: 7. Platz

- Dagmara Komorowicz
Frauen, 100 Meter Rücken: 31. Platz

- Izabela Burczyk
Frauen, 200 Meter Rücken: 19. Platz

- Alicja Pęczak
Frauen, 100 Meter Brust: 14. Platz
Frauen, 200 Meter Brust: 13. Platz
Frauen, 200 Meter Lagen: 15. Platz

- Anna Uryniuk
Frauen, 100 Meter Schmetterling: 21. Platz
Frauen, 200 Meter Schmetterling: 12. Platz

### Segeln
- Mirosław Małek
Windsurfen: 11. Platz

- Mateusz Kusznierewicz
Finn-Dinghy: Gold

- Marek Chocian
470er: 16. Platz

- Zdzisław Staniul
470er: 16. Platz

- Dorota Staszewska
Frauen, Windsurfen: 6. Platz

- Weronika Glinkiewicz
Frauen, Europe: 20. Platz

### Tennis
- Aleksandra Olsza
Frauen, Einzel: 33. Platz
Frauen, Doppel: 17. Platz

- Magdalena Grzybowska
Frauen, Einzel: 33. Platz
Frauen, Doppel: 17. Platz

### Tischtennis
- Andrzej Grubba
Einzel: 17. Platz
Doppel: 9. Platz

- Lucjan Błaszczyk
Doppel: 9. Platz

### Volleyball (Halle)
- Herrenteam
11. Platz

- Kader
Andrzej Stelmach
Damian Dacewicz
Krzysztof Stelmach
Mariusz Szyszko
Marcin Nowak
Piotr Gruszka
Krzysztof Śmigiel
Leszek Urbanowicz
Krzysztof Janczak
Witold Roman
Paweł Zagumny